# Sofia Colombo
Sofia Colombo (Merate, Lecco, Italia, 21 de abril de 2001) es una futbolista italiana. Juega como centrocampista y actualmente milita en el Napoli Femminile de la Serie A de Italia, siendo cedida por el Inter de Milán.

## Trayectoria
Crecida en el Mozzanica, se incorporó al primer equipo en la temporada 2018-19, debutando en la Serie A en la fecha 1 ante la Fiorentina. Al final de la temporada, totalizó veinte presencias y tres goles.
En verano de 2019, fichó por el Inter de Milán, jugando tres partidos en la Serie A. La temporada siguiente, fue cedida al Women Hellas Verona, donde sumó trece presencias. En julio de 2021, fue cedida al Napoli Femminile.

## Selección nacional
Ha sido internacional con la selección sub-19 de Italia.

## Clubes
| Club                         | País   | Año         |
| ---------------------------- | ------ | ----------- |
| A. S. D. Mozzanica           | Italia | 2018 - 2019 |
| Inter de Milán               | Italia | 2019 - 2020 |
| Women Hellas Verona (cedida) | Italia | 2020 - 2021 |
| Napoli Femminile (cedida)    | Italia | 2021 - Act. |